# Cynophalla flexuosa
Cynophalla flexuosa  es una especie de plantas de la familia Capparaceae originaria de  América. 

## Descripción
Es un arbusto o árbol con hojas elípticas, oblongas, o lanceoladas a lineales, coriáceas, de 4-12 cm, comúnmente obtusas o emarginadas, reticuladas; pecíolo de 3-11 mm con glándula en la axila. Flores en corimbos paucifloros. Pedicelos de hasta 12 mm; sépalos suborbiculares de 4-7 mm, los exteriores más pequeños; pétalos obovados, de 1.5-2 cm. Estambres numerosos, 3 veces más largos. Fruto lineal, de 6-20 cm y 1-1.5 de ancho, de dehiscencia longitudinal tardía, el ginóforo mitad más corto.

## Taxonomía
Cynophalla flexuosa fue descrito por (L.) J.Presl y publicado en O Přirozenosti rostlin, aneb rostlinar 2: 275. 1825.
Sinónimos
- Capparis cynophallophora f. laetevirens (Mart.) Eichler
- Capparis cynophallophora var. saligna (Vahl) Griseb.
- Capparis declinata Vell.
- Capparis eucalyptifolia Haught.
- Capparis eustachiana Jacq.
- Capparis flexuosa (L.) L.
- Capparis flexuosa var. cordifolia Kitan.
- Capparis flexuosa f. hastata (Jacq.) Dugand

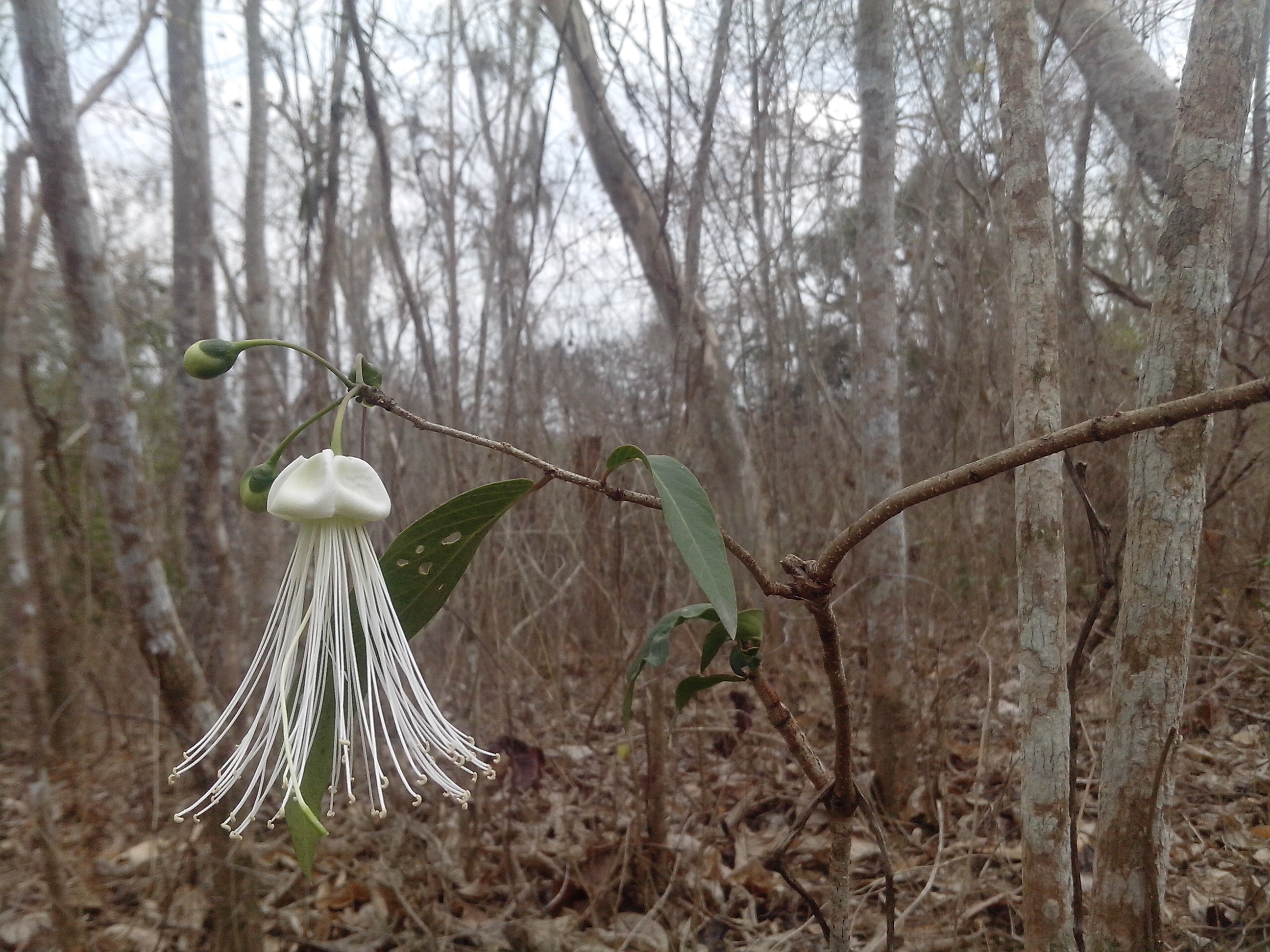

- Capparis flexuosa var. saligna (Vahl) Fawc. & Rendle
- Capparis guayaquilensis Kunth
- Capparis guayaquilensis subsp. mollis (Kunth) Iltis
- Capparis laetevirens Mart.
- Capparis laevigata Mart.
- Capparis lanceolata Ruiz & Pav. ex DC.
- Capparis mollis Kunth
- Capparis pluvialis Mart.
- Capparis saligna Vahl
- Capparis sinclairii Benth.
- Capparis subbiloba Kunth
- Capparis vellozoana Mart.

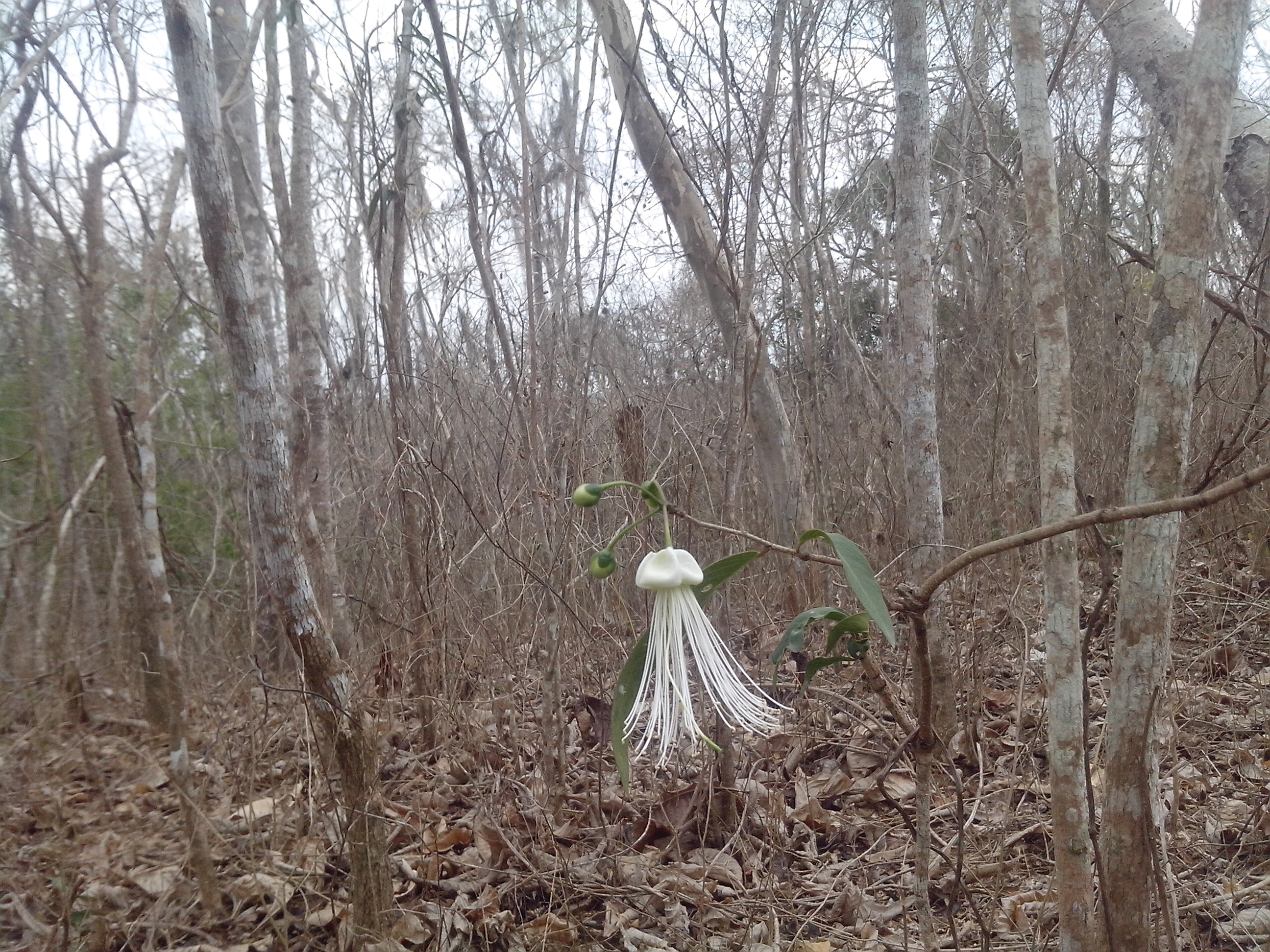

- Colicodendron subbilobum (Kunth) Seem.
- Cynophalla declinata (Vell.) Iltis & Cornejo
- Cynophalla guayaquilensis (Kunth) Iltis
- Cynophalla mollis (Kunth) J.Presl
- Cynophalla saligna (Vahl) J.Presl
- Morisonia flexuosa L.
- Uterveria eustachiana (Jacq.) Bertol.[2]

## Nombres comunes
- mostacilla, palo barba de indio.[3]
- pan y agua[4]